# 相田翔吾
相田 翔吾（あいだ しょうご、本名:三宅 勝吾、1969年〈昭和44年〉9月4日-）は、岡山県が拠点のタレント、営業マン、イベントプロデューサー。オフィス星野取締役社長。

## 経歴・人物
- 岡山県岡山市出身。
- 父は実業家の三宅勝也（現在はオフィス星野取締役会長）。母は日劇ダンシングチーム元ダンサーの星野和子（現在はオフィス星野代表取締役・講師）。妹は元宝塚歌劇団雪組トップダンサーの天希かおり（現在はオフィス星野取締役・講師）。
- RSKラジオ『サンデーベスト』のリスナーだった。[1]
- 上京後はイベントプロデューサーとして活躍。1999年に自らが結成した『お笑い集団キッチョムキン』のデビュー公演を東京ドームにて実現、脚本・演出・音楽出演・プロデュースもこなす。また、音楽ユニット『B・Y・S』のCDデビューでは自らが作詞・作曲を手掛けた。[2]
- 2001年に岡山へ戻り、家業のオフィス星野の営業に加わる。門前払いの中、バブル期に買った赤スーツを偶然見つけ、それを羽織っての営業をした際、現在も出演のRSKテレビ『ユタンポ』のディレクターに声を掛けられた。それがきっかけとなり、以後はテレビ・ラジオの出演も始める。[3]
- 国内外の多くの著名人にインタビューを行ってきた。また、コンサート制作やイベントプロデュースも数多く手掛け、岡山県内の学園祭では多くの実績がある。[4]
- 津山市出身のお笑いコンビ・ウエストランドと交友があり、M-1グランプリ2022の決勝進出会見に出席した。[5]

## 出演番組
特記以外は全てRSK山陽放送。

### 現在
テレビ
- ユタンポ（2001年10月-）
- ごじまる（金曜不定期 2019年4月-）

ラジオ
- あもーれ!マッタリーノ（金曜 2016年9月-）

### 過去
テレビ
- RSKイブニング5時（金曜不定期 -2018年3月）
- RSK4時なま（金曜不定期 2018年4月-2019年3月）
- ザグザグのCM

ラジオ
- mu-z.net（FM岡山 金曜21:30-21:55）
- 日産ウィークエンドジョッキー
- ごごラジViViッと!（金曜 2009年4月-2015年3月）
- 昼からど〜だい!（金曜 2015年4月-2016年8月）
- 朝です。全員起立!（木曜）
- 爆笑問題カーボーイ（TBSラジオ。ゲスト 2018年8月14日、2019年8月14日）
- 平成ラヂオバラエティごぜん様さま（RCCラジオ。ゲスト 2019年7月16日）

※またRSKでは特番のリポーターや、イベント出演も積極的に行っている。